# Harry Baur
Harry Baur (nombre completo: Henri-Marie Baur; n. París, 12 de abril de 1880 - f. París, 8 de abril de 1943) fue un actor de cine francés.

## Biografía
Su carrera cinematográfica recibió un gran impulso gracias a su participación en varias películas de Julien Duvivier. Fue muy popular en los años 30, colaboró con los más importantes directores de su país y rodó más de treinta películas hasta el final de su carrera.
En 1936 interpretó a Beethoven en la película Un gran amor de Beethoven.
Fue arrestado en 1942 por la Gestapo por su condición de judío. Fue liberado cuatro meses más tarde, pero jamás se recuperó de las secuelas de su encarcelamiento (salió de prisión con un peso de cuarenta kilos) y murió poco después. Está enterrado en el Cementerio Saint-Vincent de Montmartre.
Se recuerda especialmente su interpretación del personaje de Jean Valjean de Los miserables de Victor Hugo.

## Filmografía
Entre sus películas destacan:
- 1930: David Golder de Julien Duvivier.
- 1931: Le Juif polonais de Jean Kemm.
- 1931: La Tête d'un homme de Julien Duvivier.
- 1932: Poil de carotte de Julien Duvivier.
- 1933: Les Misérables de Raymond Bernard.
- 1933: Les Trois Mousquetaires de Henri Diamant-Berger.
- 1935: Cette vieille canaille de Anatole Litvak.
- 1936: Un gran amor de Beethoven de Abel Gance.
- 1936: Sansón de Henri Bernstein.
- 1936: Tarass Boulba de Alexis Granovsky.
- 1937: La Tragédie impériale de Marcel L'Herbier.
- 1937: Mollenard de Robert Siodmak.
- 1938: Nostalgie de Victor Tourjanski.
- 1940: Volpone de Maurice Tourneur.
- 1940: Péchés de jeunesse de Maurice Tourneur.
- 1941: L'Assassinat du Père Noël de Christian-Jaque.

- Datos: Q552063
- Multimedia: Harry Baur / Q552063